# La Plaine-sur-Mer
 La Plaine-sur-Mer  es una población y comuna francesa, situada en la región de Países del Loira, departamento de Loira Atlántico, en el distrito de Saint-Nazaire y cantón de Pornic.

## Demografía
| 1475 | 1635 | 1797 | 2006 | 2104 | 2517 |
| Para los censos de 1962 a 1999 la población legal corresponde a la población sin duplicidades (Fuente: INSEE [Consultar]) |      |      |      |      |      |